# پرونده خلبان مارشا
پروندهٔ خلبان مارشا (لهستانی: Sprawa pilota Maresza) فیلمی لهستانی به کارگردانی لئونارد بوچکوفسکی است که در سال ۱۹۵۶ منتشر شد. این فیلم، یکی از نخستین فیلم‌های بلند «رنگی» در لهستان است.

## گزیدهٔ بازیگران
- وینچیسواف گلینسکی
- لیدیا ویسوتسکا
- لئون نیمچیک
- بوهدان ایمونت
- ماریا ژابچینسکا
- فلیکس خمورکوفسکا
- یان چیچیرسکی
- یانوش بیلچینسکی
- واندا یاکوبینسکا